# Koreabukten
Koreabukten, även kallad Västkoreabukten, är en bukt belägen i norra delen av Gula havet mellan Kina och Nordkorea. Koreabukten är separerad från Bohai av halvön Liaodong vars sydligaste punkt är Dalian.